# Antje Traue

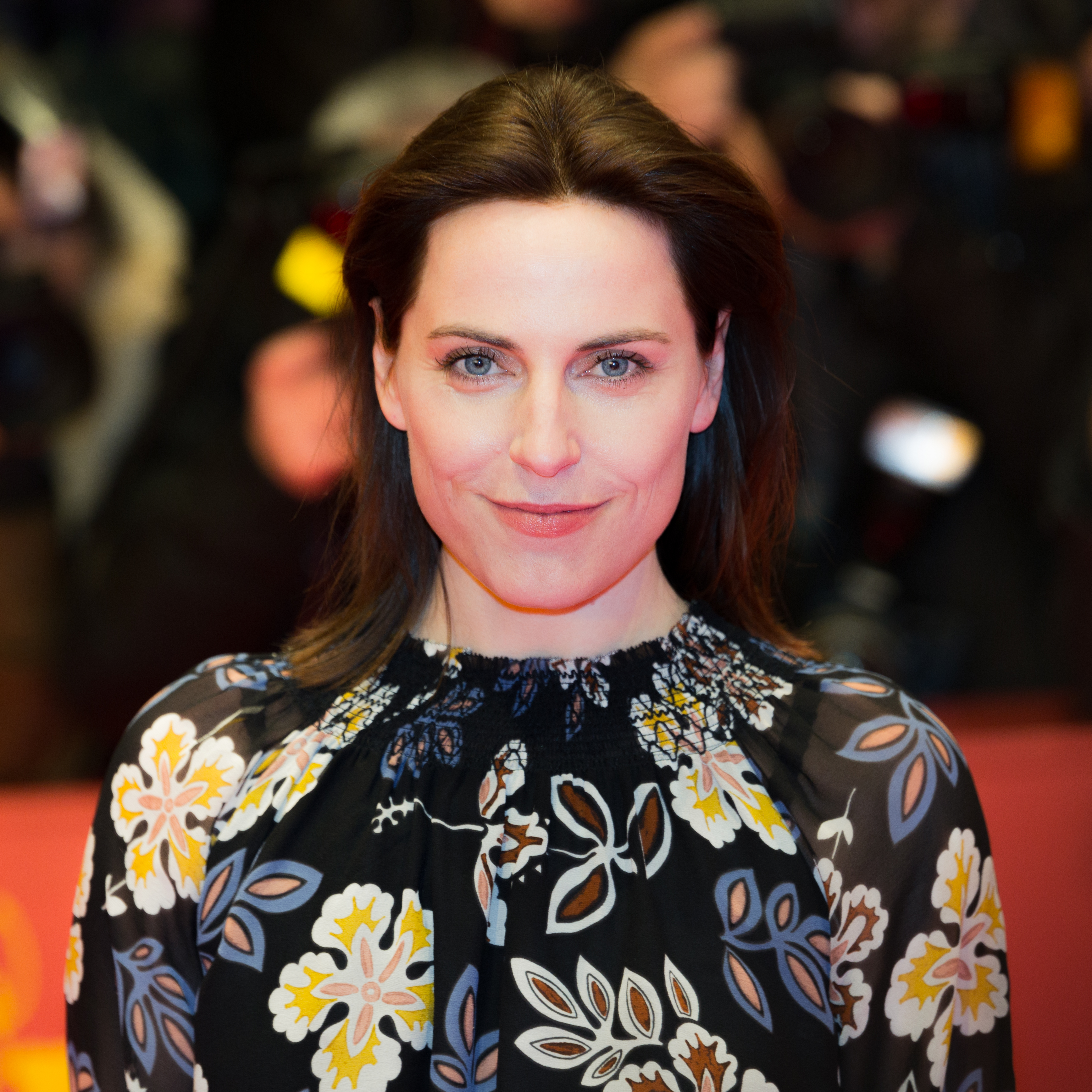
Antje Traue auf der Berlinale 2017

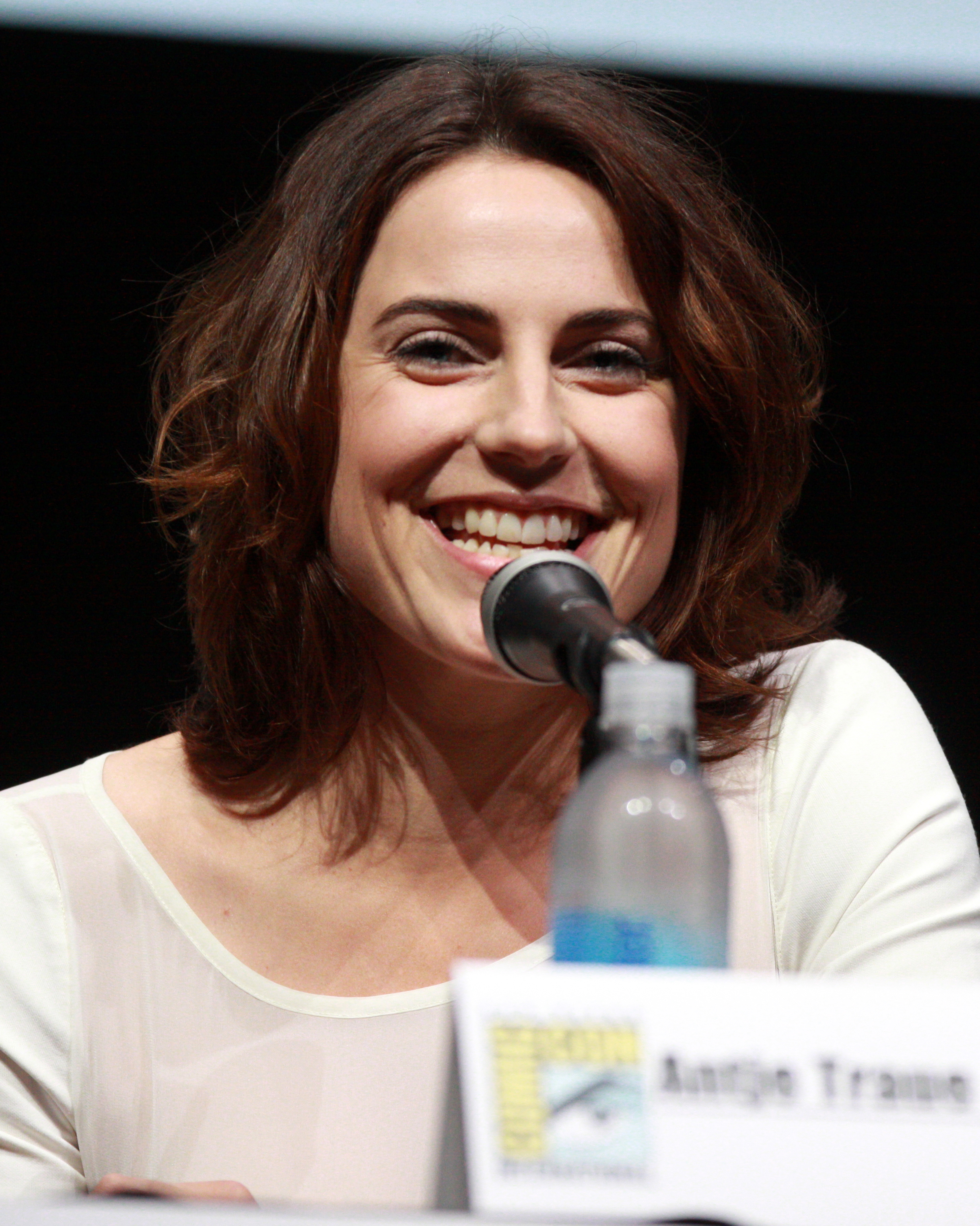
Antje Traue (2013)

Antje Traue (* 18. Januar 1981 in Mittweida) ist eine deutsche Schauspielerin.

## Leben
Traues Mutter zog mit der zweijährigen Antje nach Genthin, wo diese während ihrer Schulzeit von Talentsuchern als Turnerin entdeckt wurde und ein Trainingszentrum besuchte. Mit neun Jahren zog ihre Mutter mit ihr nach Berlin. Dort stellte Antje Traue auf der Schulbühne die Jeanne d’Arc dar. Im Sommer 1995 zog die Familie nach München. Mit sechzehn Jahren wurde sie in München am Musiktheater des International Munich Artlab – einer Schule für Bildende Kunst, Medien, Darstellende Kunst und Musik – für das Hip-Hop-Musical WestEndOpera als Hauptrolle besetzt. In der Folgezeit stand sie für vier Jahre in der Rolle der „Vivian“ mit dem Ensemble auf der Bühne und tourte durch ganz Deutschland, Europa und kam mit ihren Auftritten bis nach New York City.
Im Sommer 2002 zog Antje Traue nach Berlin, wo sie ihre Schauspielausbildung fortsetzte. Sie wirkte im Verlauf ihrer weiteren Karriere in mehreren Kino- und Fernsehfilmen mit, unter anderem in Carsten Fiebelers 1980er-Jahre-Filmkomödie Kleinruppin forever, dem Kinofilm Berlin am Meer und der Fernsehserie SOKO Köln. In dem Kinofilm Phantomschmerz von Matthias Emcke aus dem Jahr 2009 spielte sie die Rolle der „Anja“.
Ihre ersten Erfahrungen in einer internationalen Kinoproduktion machte sie 2009 in dem Science-Fiction-Film Pandorum. Unter der Regie von Christian Alvart spielte sie von August bis Oktober 2008 im Studio Babelsberg die weibliche Hauptrolle der „Nadia“.
2011 übernahm sie eine Rolle in Zack Snyders Comicverfilmung Man of Steel, die am 20. Juni 2013 in den deutschen Kinos anlief. Im Februar 2012 wurde Traue für den Fantasyfilm Seventh Son in der Rolle der Bony Lizzie besetzt. 2016 spielte sie in Das Jerico Projekt (Criminal).
2016 wurde sie für ihre Rollen in der Serie Weinberg und dem Fernsehfilm Mordkommission Berlin 1 für den Deutschen Fernsehpreis in der Kategorie Beste Schauspielerin nominiert.
2022 stellte Traue in Roman Kuhns biografischem Drama Die Bilderkriegerin – Anja Niedringhaus die Fotojournalistin Anja Niedringhaus dar, die 2014 in Afghanistan getötet wurde.

## Filmografie
- 2000: Verlorene Kinder (Fernsehfilm)
- 2003: Die Nacht davor (Kurzfilm)
- 2004: Kleinruppin forever
- 2005: Goldjunge
- 2007: SOKO Köln – Später Ruhm (Fernsehserie)
- 2008: Berlin am Meer
- 2009: Der Staatsanwalt – Schwesternliebe (Fernsehserie)
- 2009: Phantomschmerz
- 2009: Pandorum
- 2011: 5 Days of War
- 2012: Ein Fall für Annika Bengtzon – Nobels Testament (Fernsehfilm)
- 2013: Man of Steel
- 2014: Outlier (Kurzfilm)
- 2014: Seventh Son
- 2015: Weinberg (Fernsehserie, sechs Folgen)
- 2015: Die Frau in Gold
- 2015: Mordkommission Berlin 1 (Fernsehfilm)
- 2015: Der Fall Barschel (Fernsehfilm)
- 2016: Close to the Enemy (Fernsehserie, drei Folgen)
- 2016: Despite the Falling Snow
- 2016: Das Jerico Projekt (Criminal)
- 2016: Tempel (Fernsehserie, sechs Folgen)
- 2016: Berlin Station (Fernsehserie, zwei Folgen)
- 2016: Vier gegen die Bank
- 2017: Kundschafter des Friedens
- 2017: Oasis (Fernsehfilm)
- 2017: Es war einmal in Deutschland …
- 2017: Rewind – Die zweite Chance
- 2017–2020: Dark (Fernsehserie, sieben Folgen)
- 2018: Spielmacher
- 2018: Ballon
- 2019: Dead End (Fernsehserie, sechs Folgen)
- 2019: Die Freundin meiner Mutter (Fernsehfilm)
- 2019: Das Ende der Wahrheit
- 2019: Polizeiruf 110: Tod einer Journalistin
- 2020: König der Raben
- 2020: Tatort: In der Familie
- 2021: Gefangen
- 2021: An seiner Seite
- 2021: Am Anschlag – Die Macht der Kränkung (Fernsehserie)
- 2022: Herzogpark (Miniserie)
- 2022: Die Bilderkriegerin (Fernsehfilm)
- 2023: The Flash
- 2023: Trauzeugen
- 2024: Feste & Freunde – Ein Hoch auf uns!
- 2025: Fall for Me

## Musical
- 1998–2001: West End Opera … als Vivienne